# 石澳天后廟

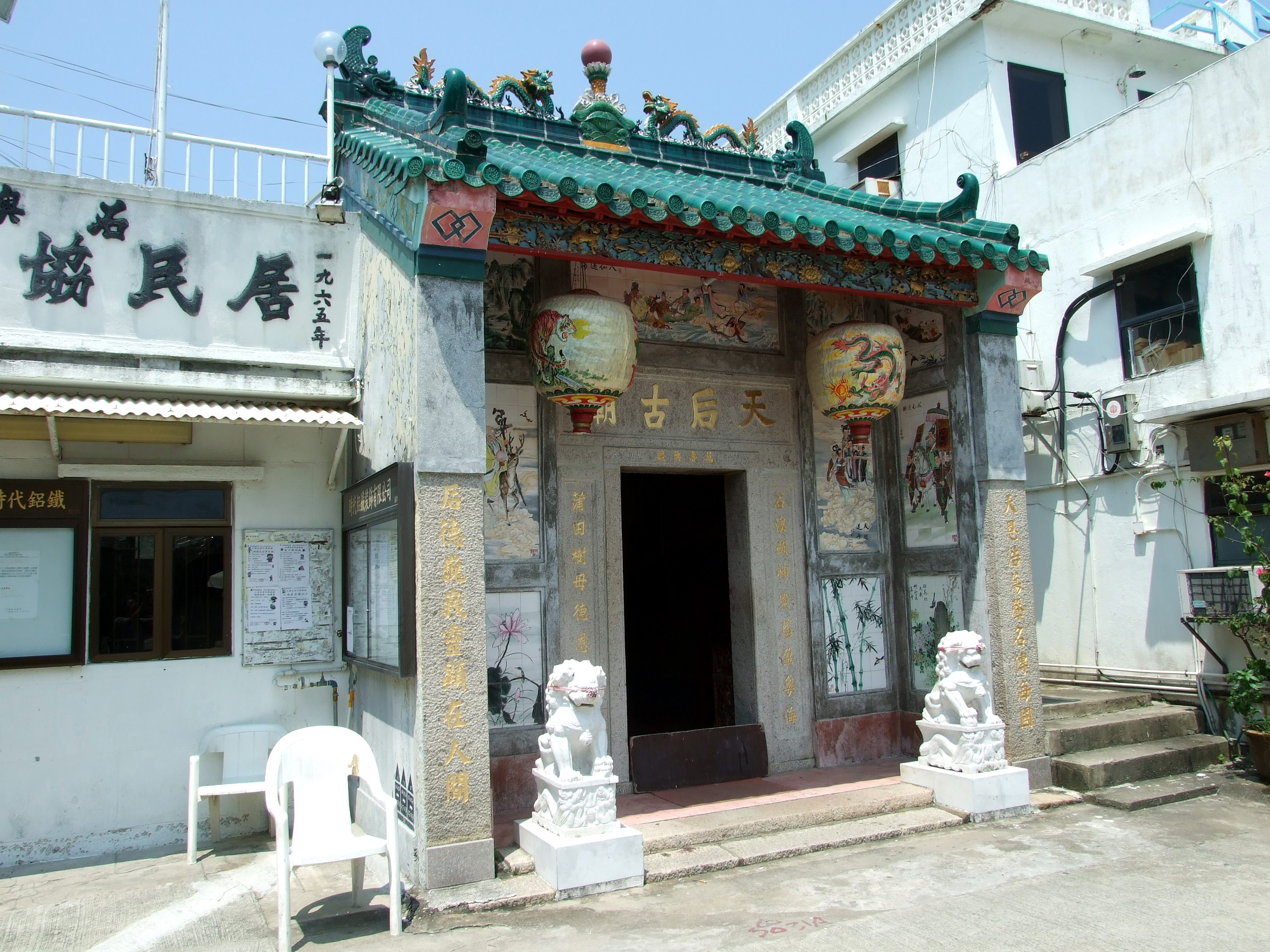
石澳天后廟

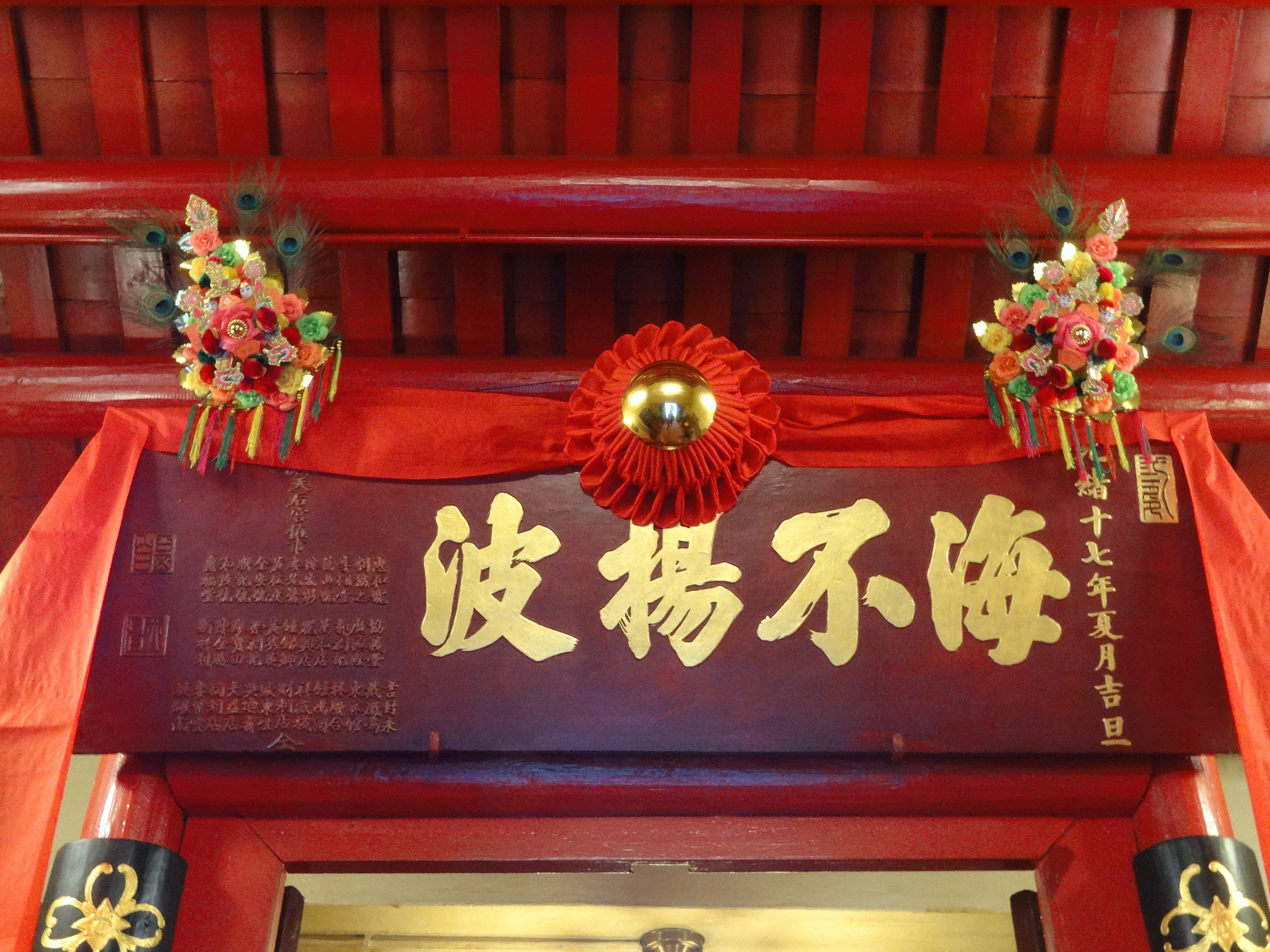
石澳天后廟「海不揚波」匾額（清朝光緒十七年）

石澳天后廟是香港一所天后廟，位於香港島南區石澳村333號，是香港三級歷史建築。

## 歷史
石澳天后廟保存一塊清朝光緒十七年（1891年）的匾額，因此該廟不遲於1890年代落成。根據石澳十年一次舉辦太平清醮的歷史，2016年第19屆，另外二次世界大戰停辦了一屆，估計天后廟建於十九世紀初年，約1806年左右。
石澳天后廟有一個關於建廟源由的傳說。據說石澳曾出現嚴重水災，當晚村民夢見天后娘娘（媽祖），說自己會透過一尊木像顯靈，並指示一個地方興建廟宇。第二天早上，村民果然在沙灘上找到一尊木像，便依照天后的指示興建天后廟。
石澳天后廟於2010年4月16日被確認列為香港三級歷史建築。

## 建築
石澳天后廟的外形長而窄，為兩進式設計，中央部份設有一個天井。